# إغير نزدار (تشريفت)
إغير نزدار هو دُوَّار يقع بجماعة الفيض، إقليم تارودانت، جهة سوس ماسة في المملكة المغربية. ينتمي الدوّار لمشيخة تشريفت التي تضم 18 دوار. يقدر عدد سكانه بـ 383 نسمة حسب الإحصاء الرسمي للسكان والسكنى لسنة 2004.

## روابط خارجية
- البوابة الوطنية للجماعات الترابية
- المندوبية السامية للتخطيط